# Laguna Verde (Nariño)
La laguna Verde es un lago situado en el cono volcánico del volcán Azufral en el municipio de Sapuyes en el departamento colombiano de Nariño.

## Localización
La laguna se encuentra en la cima del volcán Azufral, en el sector montañoso conocido como nudo de los Pastos, en jurisdicción del municipio de Sapuyes a aproximadamente doce kilómetros de la cabecera  municipal, con acceso a pie por el corregimiento de El Espino y en vehículo hasta la mitad de la vía por el municipio de Túquerres,.

## Color
Su color característico se debe a las concentraciones de azufre que contiene por la actividad volcánica.